# Heroes of Might and Magic V
Heroes of Might and Magic V (někdy označováno jako Heroes V nebo HoMM5) je pátým pokračováním slavné počítačové fantasy herní série Heroes of Might and Magic. Vývoje se ujal ruský tým Nival Interactive, pod dohledem francouzského vydavatele Ubisoftu. Hra vyšla v květnu 2006 (přesněji 19.5.) a v ČR až 6.6.2006. Distributorem hry se v ČR stala společnost CD Projekt, která vydávala i předchozí dva díly, a hra se prodává kompletně v češtině včetně profesionálního dabingu. Později byly vydány dva datadisky: Hammers of Fate a Tribes of the East.

## Vývoj
Vývoj hry začal přibližně během října 2003 poté, co Ubisoft v srpnu toho roku získal za 1,3 miliony dolarů práva na sérii Might and Magic od krachující společnosti 3DO. 30. března 2005 Ubisoft definitivně oznámil počátek vývoje hry. Hru chtěl původně vyvíjet ještě New World Computing, který ji měl v plánu pojmout izometricky a dvojrozměrně jako Heroes of Might and Magic IV. Ubisoft tento koncept zavrhl a nařídil vývoj hry v plně trojrozměrném prostředí. Koncem roku 2005 byla uvolněna první neveřejná betaverze se zprávou o předpokládaném uvedení na trh v březnu 2006. V lednu 2006 byla vydaná druhá, tentokráte už veřejná betaverze. 13. dubna 2006 vyšla Heroes V demoverze a 16. května už plná anglická verze pro evropský kontinent. V USA byla vydaná až 24. května. V České republice hra vyšla až 6. června. Hra v ČR byla prodávána ve dvou edicích – normální a sběratelské. V obou se nachází jako bonus Might and Magic IX (v češtině), tištěný manuál, tištěná mapa světa Ashan a lektvar vytrvalosti (SPEED 8). Sběratelská edice má navíc knížečku s výkresy od Oliviera Ledroita, 3 nové mapy do hry, certifikát s číslem sběratelské edice, zvláštní auru kolem hrdiny a dokument s popisem a schopnostmi jednotek.
Už 6. června 2006 je vydán první patch (v. 1.1), který opravuje spoustu chyb a přidává automatické aktualizace a lehkou obtížnost. 20. července 2006 vychází patch 1.2 opravující hru pro více hráčů a také některé zásadnější chyby programu. 13. září 2006 přichází další patch 1.3, který přináší slibovaný editor map, opravy chyb a některé balanční záležitosti. 11. listopadu 2006 byl vydán patch 1.4 vylepšující editor map a opravující další chyby. 30. ledna 2007 přichází záplata 1.41 zejména kvůli opravě padání hry při zabití jednotky přivolané bránou či schopností Přízračné síly. S patchem 1.5, vydaným 3. května 2007 přichází editor hrdinů pro duely, možnost tvorby vlastní kampaně, záznam dialogů a bitev, nástroj na tvorbu filmů, režim pozorovatele do her pro více hráčů a nástroj pro organizování turnajů. Dále zlepšuje stabilitu hry, umělou inteligenci nepřátel a upravuje vyváženost ras. Poslední patch 1.6 je vydán 19. října 2007. Přidává okno s přehledem království, tlačítko čekat v boji, zobrazení množství many na mapě dobrodružství, spící režim pro hrdiny, možnost vypnout animace v editoru map, ukazatel temné energie, možnost vypnout prolétávání městem a možnost boje bez magie.

## Informace o hře
Hra běží v plně trojrozměrném grafickém enginu Silent Storm engine, k této hře trochu vylepšen. Hru je možné hrát za celkem šest ras: Akademii, Azyl, Hvozd, Kobku, Nekropoli a Peklo. (anglicky ve stejném pořadí: Academy, Haven, Sylvan, Dungeon, Necropolis a Inferno). V datadiscích přibývají další dvě nové rasy: Pevnost a Tvrz (Fortress a Stronghold). Hra se odehrává ve světě Ashan, který nemá žádnou souvislost se světy, ve kterých se odehrávaly Heroesové I až IV. Obtížnost hry je možné nastavit na tři úrovně (normální, těžká, hrdinská), od verze 1.1 na čtyři úrovně s lehkou obtížností, protože se množily stížnosti na příliš těžkou normální obtížnost. Suroviny zůstávají stejné jako v předchozích dílech, válečná mlha (fog of war) zahaluje mapu stejným způsobem jako v dílech od I do III, stejně tak schopnost jednotek oplácet útoky. Některé střelecké jednotky jsou v Heroes V schopné opětovat palbu také. Populace se ve městech a příbytcích na mapě dobrodružství doplňuje jednou týdně a každou jednotku lze trénovat ze základní verze na vylepšenou.
Hrdinové se už nemohou zúčastnit bitev tak přímo jako v minulém díle, ale když jsou na tahu a nechtějí zrovna sesílat kouzla, je možné s nimi zaútočit na nepřátelské jednotky. Hrdinu však na rozdíl od předešlého dílu už nelze zabít v bitvě a ani jich nelze mít v jedné armádě několik. Hrdinové mají čtyři základní vlastnosti: síla, obrana, síla kouzel a znalosti. Kouzla seslaná hrdinou spotřebovávají manu, které má k dispozici tím více, čím má hrdina více znalostí. Síla kouzel zvyšuje účinek kouzel působící škody nepřátelům nebo prodlužuje účinky. Hrdinové získávají zkušenosti a úrovně, jejichž dosažením se mohou naučit nové vlastnosti a dovednosti. Každý hrdina má navíc jednu unikátní dovednost, jakou nemá ve většině případech žádný jiný, a rasovou dovednost, kterou disponují všichni hrdinové dané rasy.
V bitvě je oproti všem předchozím dílům hry použit místo šestiúhelníkového pole šachovnice se čtvercovými políčky (12x16 v bitvě v terénu). Bitevní pole při obléhání města je většinou větší (pokud jsou vystavěné hradby města). Jednotky a hrdinové se v tomto díle nestřídají postupně během bitvy tak, jako dříve. Jejich pořadí při bitvě nyní určuje nová položka ve vlastnostech všech jednotek – iniciativa. Čím vyšší je iniciativa jednotky, tím rychleji a častěji přichází na řadu. S ní souvisí plno nových schopností a kouzel, které do předchozích dílů nebylo možné implementovat (např. kouzla zrychlení, zpomalení či omráčení, které způsobí dočasný propad iniciativy). Bitvu nadále ovlivňují štěstí a morálka armád a jednotek v nich. Když má jednotka štěstí, zdvojnásobuje škody, které způsobuje nepřátelům. Má-li jednotka smůlu, jsou škody poloviční. Je-li jednotka pod vlivem kladné morálky, zvýší se jí pro následující tah iniciativa, zatímco pod vlivem záporné morálky se jí pro tento tah iniciativa sníží a dostane se na řadu až později.

### Schopnosti a dovednosti
Každá rasa má své speciální schopnosti, které je třeba při hraní využít. Jejich popis naleznete v odstavci Rasy. Hrdinové mají možnost se při postupu na další úrovně nebo navštívením některých budov na mapě dobrodružství naučit dovednostem, kterých může znát nejvýše pět + ještě jednu rasovou dovednost, kterou disponují všichni hrdinové spadající pod danou rasu. Všechny dovednosti je možné se naučit ve třech úrovních (základní, lepší a expertní). U rasové dovednosti je za jistých okolností (nejčastěji pomocí artefaktů) dosáhnout čtvrté – dokonalé úrovně. Každá dovednost je dále rozvíjena ve specifických schopnostech, z kterých může hráč vybírat. Některé z nich jsou svázány čistě s danou dovedností, jiné je nutné získat z kombinací určitých dovedností a schopností. Schopností lze vybrat nejvýše tři pro každou dovednost (jen jednu, je-li dovednost na základní úrovni, dvě, je-li na lepší úrovni), tudíž celkem 15. Rasové dovednosti mají též tři specifické schopnosti. Když se hrdina naučí všem rasovým schopnostem a běžným schopnostem v jisté kombinaci, může získat ještě čtvrtou – dokonalou rasovou schopnost.
Zde je výčet dovedností, jaké se může hrdina naučit:
- Magie světla – umožňuje hrdinovi seslat kouzla z třídy magie světla 3.,4. a nakonec 5. kruhu. Kouzla magie světla 1. a 2. kruhu jsou s každou další úrovní této dovednosti silnější.
- Magie temnoty – totéž s magií temnoty
- Magie přivolávání – totéž s magií přivolávání
- Destruktivní magie – totéž s destruktivní magií
- Kouzelnictví – zrychluje rychlost kouzlení hrdiny při boji (vlastně zvyšuje iniciativu hrdiny, když kouzlí) o 10 %, 20 % a nakonec 30 %
- Obrana – snižuje se poškození utrpěné jednotkami od nepřátel o 10 %, 20 % a nakonec 30 %
- Útok – zvyšuje se poškození ovládaných jednotek hrdiny o 5 %, 10 % a nakonec 15 %
- Štěstí – přidá armádě ke štěstí +1, +2 a nakonec +3.
- Vedení – přidá armádě k morálce +1, +2 a nakonec +3.
- Logistika – zvyšuje dosah pohybu hrdiny po mapě dobrodružství o 10 %, 20 % a nakonec 30 %
- Osvícení – hrdina obdrží +1 k jedné ze svých základních vlastností (síla, obrana,...) za každou ze 4, 3 a nakonec ze 2 úrovní a navíc obdrží bonus +5 %, +10 % a nakonec +15 % k získaným zkušenostem.
- Válečné stroje – hrdinou ovládané válečné stroje jsou silnější, mají větší výdrž, sílu, obranu i přesnost.

### Kouzla
Každý hrdina se může, i bez znalosti dané školy magie, naučit kouzla 1. a 2. kruhu. Proto, aby se hrdina mohl naučit i kouzla vyšších kruhů, musí ovládat danou školu magie, a to následovně:
- Základní umění dané magie – kouzla 3. kruhu
- Lepší umění dané magie – kouzla 4. kruhu
- Expertní umění dané magie – kouzla 5. kruhu

V Heroesech V existují čtyři základní druhy magie (magie přivolávání, temnoty, světla a destruktivní) a 1 "zvláštní" druh magie, tedy magie cestovní. Tu lze použít pouze na mapě dobrodružství, nikoli v bitvě. Obsahuje jen 4 kouzla, která se může naučit jen hrdina s určitou úrovní:
- 5. úroveň hrdiny – Shalassina loď (přivolá ke břehu nejbližší neobsazenou loď)
- 10. úroveň hrdiny – Přivolání jednotek (přivolá z nejbližšího města vybrané jednotky v ceně 1 many za kus)
- 15. úroveň hrdiny – Okamžité cestování (hrdina se s armádou teleportuje o několik políček na mapě dobrodružství dál nehledě na překážky, ztrácí polovinu pohybových bodů)
- 20. úroveň hrdiny – Městský portál (hrdina se teleportuje s armádou do svého nejbližšího města, ztrácí všechny pohybové body)

Kouzla nelze sesílat neomezeně! Každé kouzlo stojí určitou částku many – magická energie hrdiny. Její množství se odvíjí od znalostí hrdiny (1 bod znalosti = 10 bodů many). Mana se sama dobíjí v době, kdy hráč ukončil svůj tah (hrdinovi se dobije právě tolik many, kolik má bodů znalostí). Existují také budovy, které dokáží hrdinovi jednou za týden doplnit manu na maximum nebo dočasně zdvojnásobí hrdinovu maximální zásobu many. Existuje rovněž schopnost, která hrdinovi umožní, aby za každý bod znalosti dostal místo deseti 15 bodů many, čili tato schopnost o 50% trvale zvýší hrdinovu manu.

## Rasy
Ve hře je celkem šest národů: Akademie, Azyl, Hvozd, Kobka, Nekropole a Peklo. V datadiscích byly přidány ještě dva další: Pevnost a Tvrz. V každém městě každého národa je možné najmout hrdinu a jednotky, rozdělené do sedmi úrovní. Hrdina ovládá jednu dovednost charakteristickou pouze pro jeho třídu a z té vychází tři další schopnosti, pro hrdinu každého národa rovněž unikátní.

### Akademie
Akademie je říše obývaná hlavně mágy, čaroději a kouzelnými stvořeními. Vyskytují se většinou v pouštních oblastech a nabývají vzhledově rázu měst Blízkého východu či Indie. Hrdinové se zaměřují hlavně na magii a jejich armádu tvoří většinou střelci a letci. V akademii je možné naučit se širšímu spektru kouzel z magické věže než ve městech jiných národů. Pro jednotky akademie může hrdina vyrobit ze surovin artefakty vylepšující jejich vlastnosti. Hlavním představitelem tohoto národa je arcimág Zehir, syn Cyruse, vládce Stříbrných měst.
- Jednotky:

Gremlin → Mistr gremlin
Kamenný chrlič → Obsidiánový chrlič
Železný golem → Ocelový golem
Mág → Arcimág
Džin → Džin sultán
Rakšasa rani → Rakšasa raja
Kolos → Titán
- Hrdina: Čaroděj

Unikátní dovednost: Řemeslo (Celkem 1, 2 a nakonec 3 vlastnosti v předmětech pro jednotky akademie. Dokonalé řemeslo snižuje cenu artefaktů)
Znamení čaroděje – kouzla působí kromě cíle navíc ještě na označenou jednotku během bitvy. Je-li cíl a označená jednotka totožná, utrpí dvojnásobnou újmu
Zničení artefaktu – hrdina zničí jednotce artefakty a tím ji může v bitvě vyléčit/oživit
Odrážení magie – každé nepřítelem seslané kouzlo je náhodně odraženo na jinou jednotku, ať už vlastní nebo nepřátelskou

### Azyl
Země obydlená hlavně lidmi, kterým vládnou nábožensky založení vládcové a váleční vůdcové svaté Gryfí říše s hlavním městem Talongard. Lidé se modlí ke svému bohu Elrathovi, který jim na oplátku sesílá požehnání, božské vedení a v době nouze archanděly na pomoc. Díky starým vojenským tradicím a umu dovedou válečníci Gryfí říše trénovat své vojsko, aby bylo kvalitní a silné (za trojnásobek běžné ceny). Z jednotek nižší úrovně se tak stávají jednotky vyšší úrovně. Hrdinové Azylu bývají v kampaních těmi nejdůležitějšími protagonisty. Hlavními představiteli jsou královna Isabela a generál Godrik, vzorný rytíř a strýc krále Nikolaje.
- Jednotky:

Rolník → Branec
Lučištník → Kušník
Pěšák → Panoš
Gryf → Královský gryf
Kněz → Inkvizitor
Jezdec → Paladin
Anděl → Archanděl
- Hrdina: Rytíř

Unikátní dovednost: Protiúder (Umožňuje vylepšovat omezený počet jednotek o jednu úroveň. Snižuje náklady na trénink o 0 %, 15 %, 30 % a 45 %)
Odvetný útok – hrdina kryje do konce bitvy vybranou jednotku. Kdykoliv je jednotka napadena zblízka, hrdina oplatí útok
Požehnání – jednotkám dočasně zvýší morálku, iniciativu a sílu útoku
Expertní výcvik – snižuje náklady na trénink o dalších 35 %
Dokonalá schopnost: Nezadržitelný výpad – Odvetný útok způsobuje trojnásobné zranění

### Hvozd
Obyvatelé hvozdu jsou bájní živočichové z lesů a hájí. Dominantním obyvatelstvem jsou lesní Elfové, žijící pokojně v souladu s přírodou v elfím království Irollan s hlavním městem Syris Thalla. Vládne jim moudrý král Alaron a uctívají lesní bohyni Sylannu. Hrdinové Hvozdu si dovedou zapamatovat podoby nepřátel, které již zabili, a formou „oblíbených cílů“ jim v příští bitvě budou schopni zasadit tvrdší údery. Elfy z hradu Kobka považují za své nepřátelé. Hlavním představitelem je již zmíněný král Alaron a hlavně jeho diplomat Findan.
- Jednotky:

Víla → Dryáda
Tanečník meče → Tanečník války
Lovec → Mistr lovec
Druid → Druidský stařešina
Jednorožec → Stříbrný jednorožec
Ent → Prastarý ent
Zelený drak → Smaragdový drak
- Hrdina: Hraničář

Unikátní dovednost: Mstitel (V cechu hraničářů si zvolí úhlavní nepřátele a při útoku na ně způsobuje o 40 % více škod. Může vybrat 1, 2, 3, nebo dokonce i 4 úhlavní nepřátele)
Očarování šípu – hraničář společně s šípem sešle na nepřítele i kouzlo nebo kletbu
Ostrostřelba – zvyšuje hrdinovi útočnou sílu proti nepřátelům
Déšť šípů – hrdina zasype šípy všechny jednotky nepřítele, které má na seznamu úhlavních nepřátel. Velmi efektivní je kombinovat ho s očarováním šípu a vhodně zvolenými úhlavními nepřáteli.
Dokonalá schopnost: Přirozené štěstí – hrdinovy jednotky mají během bitvy vždy štěstí

### Kobka
Obyvatelstvo Kobky tvoří temní elfové, kteří vytvořili podzemní svět Ygg-Chall, jejíž společnost žije jen neustálými lstmi, tajnostmi a zradami. Kdysi tvořili součást Hvozdu, ale byli vyhnáni z náboženských důvodů. Jinak uctívají bohyni, Stínovou dračici Malassu a někteří dokonce i démony. Společnost je rozpadlá na kmeny, které mezi sebou neustále válčí. Vybudovali si natolik těsný vztah se základními elementy, že jsou jejich kouzla tak silná, že i ti nejodolnější válečníci s protimagií mají jen malé šance odolat jejich účinku. Dokonce i jednotky dovedou přidat nějaký elementální útok proti nepřátelům spjatým s opačným elementem. Hlavními představiteli je záhadný warlock Raelag a jeho (z)rádkyně Shadya.
- Jednotky:

Zvěd → Vrah
Krvavá panna → Krvavá fúrie
Minotaur → Minotauří stráž
Temný nájezdník → Děsivý nájezdník
Hydra → Hlubinná hydra
Čarodějka stínu → Matka stínu
Stínový drak → Černý drak
- Hrdina: Warlock

Unikátní dovednost: Kolísání magie (Částečně ruší imunitu proti magii o 20 %, 40 %, 50 % a dokonce až 75 %)
Elementární vize – umožní warlockovi vidět na liště tahů u nepřátelských jednotek elementy, s nimiž jsou spjatí
Zesílená kouzla – zvyšují o 50 % škody kouzel za cenu dvojnásobku many
Rituál temnoty – hrdina stráví celý den rituálem a obnoví si hladinu many na maximum
Dokonalá schopnost: Hněv elementů – elementální poškození je v bitvě dvojnásobné

### Nekropole
Nekropoli obývají nekromanti a padlí mágové přeměnění v nemrtvé, tvořící kdysi tajný podzemní kult v Gryfí říši. Uctívají poněkud zvráceným způsobem draka Řádu Ashu a hledají ve smrti věčný klid a krásu, která jim byla za života odepřena. Bojí se však konečné smrti, tedy takové, kvůli níž již nemohou být jako nemrtví vzkříšeni. Dovedou využít černé magie k oživení padlých bojovníků do formy živých mrtvých. Hlavním představitelem je kacíř Markal, vyhnanec z Gryfí říše.
- Jednotky:

Kostlivec → Kostlivý lučištník
Zombie → Morová zombie
Duch → Spektra
Upír → Pán upírů
Lich → Arcilich
Zjevení → Přízrak
Kostlivý drak→ Přízračný drak
- Hrdina: Nekromant

Unikátní dovednost: Nekromancie (Oživuje padlé živé nepřátelské bojovníky jako nemrtvé (20 %, 30 %, 40 % a nakonec 50 % padlých) a zvyšuje maximální množství temné energie, kterou lze během týdne na oživování spotřebovat)
Znamení nekromanta – označená nepřátelská jednotka předá nekromantovi manu, kdykoliv je zraněna
Věčné otroctví – umožňuje nekromantovi oživit část vlastních padlých nemrtvých jednotek
Kvílení bánší – nepřátelským živým jednotkám udělí postih −1 k morálce a −10 % k iniciativě
Dokonalá schopnost: Hrůzné kvílení – schopnost Kvílení bánší nyní udělí nepřátelům postih k morálce −6

### Peklo
Temné království démonů Sheogh se nachází hluboko pod povrchem světa Ashanu a je domovem Pekla. Démoni jsou ve hře hlavními padouchy a jsou vedeni zlým Pánem pekel Kha-Belethem, který dlí ve svém vězení kdesi v Sheoghu. Pánové démonů hojně využívají bránu, kterou si z Sheoghu do bitev přivolávají posily. Jejich druh je veden Kha Belethem, ovšem na dění na povrchu Ashanu mají největší hmatatelný vliv jeho pobočníci Agrael a mazaná sukuba Biara. Jejich modlou je bájný Urgash.
- Jednotky:

Ďáblík → Rarášek
Rohatý démon → Rohatý dozorce
Pekelný pes → Kerberos
Sukuba → Paní sukub
Pekelný oř → Noční můra
Pekelný sluha → Pekelný pán
Ďábel → Arciďábel
- Hrdina: Pán démonů

Unikátní dovednost: Brána (Umožňuje jednotkám přivolat s určitou prodlevou z Sheoghu do bitvy posily (30 %, 35 %, 40 % a nakonec 45 % z původního počtu), jež se v bitvě chovají jako vyvolané nestvůry)
Znamení proklatých – označená nepřátelská jednotka je napadena hrdinou, kdykoliv se chystá zaútočit nebo vrátit úder
Pekelný oheň – jednotka pod hrdinovým vedením má 30% šanci na útok s ohnivým bonusem
Požírání mrtvol – hrdina vstřebá mrtvolu zabité jednotky a doplní si tak svou manu. Jednotka následně zmizí ze hry
Dokonalá schopnost: Urgashovo volání – brány se jednotkám otevírají okamžitě

## Kampaně
Celkem je ve hře 6 kampaní, každá o pěti misích. Každá z kampaní je hrána za jeden z národů. Kampaně se mohou hrát zásadně v takovém pořadí, v jakém jsou seřazeny. Funguje v nich systém spouštějící misi následující po právě odehrané; a každá odehraná kampaň zpřístupní kampaň následující. Právě v kampaních se odehrává hlavní příběh této hry. Každou kampaní hráče provází hlavní hrdina/ové (většinou však jen jeden). Tento hrdina nesmí zemřít a postupuje celou kampaní. Všechny dovednosti, schopnosti, zkušenosti a kouzla, které v misi získá, mu zůstávají po celou dobu kampaní.

### Kampaň Azylu
Nečekaný vpád démonů do Talongardu, hlavního města Gryfí říše, přerušuje svatbu lady Isabel a krále Nikolaje. Ten je nucen vytáhnout do boje proti těmto pekelným vetřelcům ze Sheoghu, zatímco lady Isabelu odvede Nikolajův strýc Godrik do bezpečí v letním paláci společně s abatyší Beatrice. Zatímco se Nikolaj bije s démony, lady Isabel přemlouvá Godrika, aby ji pustil do války. Byla přesvědčena, že bude říši prospěšnější, než když by musela jen sedět a čekat. Isabel pošle Godrika do Stříbrných měst vyjednávat s arcimágem Cyrusem o pomoci Gryfí říši, přestože byla šance na to, že by jim pomohl, pramalá, zatímco Beatrice odchází do Irollanu požádat o pomoc elfského krále Alarona. Isabel mezitím naverbuje z řad rolníků a lučištníků solidní armádu a díky obnovení zničené akademie magie světla se i vzdělá v umění magie, přičemž netušila, že ji celou dobu někdo z démonů sleduje. Když se opět setkala s Beatrice, byla poslána na místo setkání s elfskou jednotkou pod vedením Alaronova diplomata Findana.
Tam je však zajata démony a zjistí, že tato Beatrice byla ve skutečnosti převlečená démonická sukuba Biara sloužící jako pravá ruka pána démonů Agraela a skutečná Beatrice byla zabita Biarou někdy na počátku invaze démonů do Gryfí říše. Biara samozřejmě nešla hledat pomoc u Alarona, ale na místo setkání přivedla Agraela, který Isabelu zajal. Snažil se jí opatrně vysvětlit důvody jejího zajetí, ovšem Isabela se s ním odmítá o čemkoliv bavit. Krátce poté se Godrik vrátil se svou dcerou Freydou ze Stříbrných měst, dle předpokladů s nepořízenou, Cyrus se jim vysmál. Zachránil tedy Isabelu z Agraelova vězení a oba pak urputně bránili démonům v pokračování invaze. Nakonec jim po doručení zprávy přichází na pomoc král Nikolaj. V rozhodující bitvě bojoval udatně a hojně využíval národního pokladu Gryfí říše: Srdce Gryfů. Tím upaloval démony po stovkách, ale z nějakého důvodu nefungoval na Agraela. Umírající Nikolaj po tomto střetu prohlašuje lady Isabel za svou nástupkyni. Ta přísahala pomstu Agraelovi a všem démonům zodpovědným za smrt Nikolaje.

### Kampaň Pekla
I když Agrael zabil Nikolaje, neuspěl ve své misi zajmout Isabelu. V Gryfí říši, jež byla po rozhodující bitvě z větší části zbavena démonů, se musel vyhýbat generálu Godrikovi a dalším hrdinům, kteří mu šli na rozkaz královny Isabely z pomsty za Nikolajovu smrt po krku. Byl si vědom, že po něm půjde i samotný Kha-Beleth, což mu potvrdila nejen Biara, ale i jiný pán démonů, který ho nakonec dopadl. Avšak Kha-Beleth z nějakého důvodu nemohl Agraela zničit, tak tedy zničil za zradu onoho druhého pána démonů, který v hloubi duše toužil stát se absolutním vládcem pekla. Agrael se rozhodl Kha-Beletha svrhnout, a to za použití Nikolajova artefaktu Srdce Gryfů, kterými Nikolaj drtil všechny démony, co na něj útočili. O artefakt však měl zájem ještě další pán démonů, tak si pro něj musel pospíšit. U Nikolajova mauzolea porazil nejen lidské stráže, ale i třetího pána démonů. Uvnitř mauzolea přemýšlel, jak si artefakt odnést tak, aby mu neublížil, avšak v jeden moment se mu zjevil přízrak záhadného elfa Tierua, který Agraelovi řekl, že se vládce démonů Kha-Beleth snaží vyvolat Mesiáše démonů, aby zničil svět. Pověděl Agraelovi, ať si ho najde na Dračích ostrovech, že mu tam poví o této závažné skutečnosti víc.
Ostrovy jsou však dostupné pouze skrz elfské království Irollan, a ti rozhodně nehodlali nechat démona Agraela jen tak projít přes své území. Po dlouhém pochodu přes Irollan, kdy zadupal do země vojska elfa Gilraena, se nakonec lodí dostal za Tieruem na Dračích ostrovech. Ten mu prozradil, co se dělo během poslední Války zapomnění mezi smrtelníky a démony před téměř 20 lety. Tehdy byl Kha-Beleth zahnán do svého vězení v Sheoghu a Nikolajův otec byl při tom zabit. Kha-Beleth měl zřejmě už tenkrát v plánu seslat Mesiáše démonů a má to co do činění s královnou Isabel. Agrael přiznal, že začal o Kha-Belethovi pochybovat už dřív, protože posledních dvacet let nepřetržitě sledoval z jeho rozkazu právě nynější královnu Isabel. A postupem času se do ní zamiloval a chce ji pomoct uniknout nešťastnému osudu. Tieru tedy Agraelovi navrhl, že jí pomůže jen, když se očistí od démonické podstaty. Musel podstoupit obřad Pravé přírody. Na místo dorazila Biara a pokusila se ukrást Srdce Gryfů, ale artefakt ji zlikvidoval. Agrael si myslel, že je mrtvá, ale Tieru mu vysvětlil, že ten artefakt ve skutečnosti démony nezabíjí, jen je pošle zpět do Sheoghu, tedy ať si dá na lstivou Biaru pozor, až ji zase uvidí. Oba poté zahájili obřad.

### Kampaň Nekropole
Mezitím v Gryfí říši začala občanská válka, protože arcibiskup Randall a další velmoži zpochybnili nástup lady Isabel na trůn. Záhadný nekromant Markal ucítil, že jeho čas nadešel a vrátil se zpět z vyhnanství do Gryfí říše, přičemž si musel počínat nad míru obezřetně, jakákoliv chyba by zhatila jeho plány. Při bitvě Isabeliných vojáků proti rebelujícím velmožům pomůže Isabel, aby si získal její důvěru. Té na schůzce nabídnul pomoc ve stabilizaci Gryfí říše a představil se jí jako bývalý rádce Nikolajovy matky, královny Fiony, jejíž část si stále nosí s sebou jako talisman. Dokázal si naivní Isabel, stále truchlící pro Nikolaje, získat příslibem, že jejího manžela oživí. Markalovým slovům Isabel nedokázala odolat a věřila mu všechno, avšak generál Godrik, Nikolajův strýc, Markala od začátku podezříval, protože si moc dobře pamatoval, co vyváděl tento mastičkář Markal s královnou Fionou, a jak ho po její smrti s Nikolajem z Gryfí říše vyhnali. Isabel přesto ochotně Markalovi pomáhala se sháněním artefaktů nutných k provedení rituálu s Nikolajem.
Kvůli vidině, že znovu uvidí Nikolaje naživu, neposlouchá vůbec svého rádce Godrika, a napadá spolun s Markalem příhraniční město Lorekeep, jež bylo kdysi dávno baštou nekromantů. Poté, co Markal obnovil Lorekkep jako baštu nemrtvých, rozbíjí Isabel také dávná spojenectví s Elfy z Irollanu, když přepadává spolu s Marakalem Stříbrná města, kde jsou v držení další potřebné artefakty. Vládce Stříbrných měst, arcimág Cyrus, je Markalem zabit v bitvě o poslední z artefaktů a všechna hlavní sídla Stříbrných měst jsou záhy přeměněna v další nekromantické bašty. Godrik, jenž na žádost Isabel držel jeden z artefaktů u sebe v úschově, si všiml tohoto vzestupu nemrtvých a znepokojilo ho chování královny, proto jej pak odmítá vydat zpět Isabele a zabarikáduje se v jednom ze Stříbrných měst Hikm. Markal proto unesl jeho dceru Freydu, aby ho vylákal k souboji. V bitvě Godrika poráží a ten je následně uvrhnut do žaláře. Markal s Isabel následně zahajují dlouhý pochod zpět do Gryfí říše, aby v Síni hrdinů vzkřísili Nikolaje.

### Kampaň Kobky
V říši temných elfů Ygg-Challu právě začíná turnaj v boji, kde vítěz získá právo na obsazení uvolněného místa náčelníka klanu temných elfů Shadowbrand, do něhož se může dle tradice přihlásit každý, kdo si troufne. Vítěz souboje se stane novým náčelníkem klanu. Na poslední chvíli se do turnaje přihlásil neznámý warlock jménem Raelag a vyhraje, tudíž získává funkci náčelníka Shadowbrandů. To však nebyl jediným jeho cílem. Se svou rádkyní Shadyou začal ihned podnikat kroky ke sjednocení všech klanů temných elfů pod jedinou vládu. To však ostatní klany slyší velmi nerady a vyhlašují Raelagovi válku. Tu však Raelag vyhrál a s pomocí jeho pobočnice Shadyi se mu podařilo skoro celý Ygg-Chall poprvé po celých věkách sjednotit, ale byla to velmi křehká jednota.
Jediný klan, který se vůbec nepodřídil, byl klan Soulscar, který je nechvalně proslulý svým uctíváním démonů, z čehož je Raelag nejprve jen podezříval, ale časem získal zcela jasné důkazy o tom, že s démony aktivně spolupracují. Musel tedy většinu členů klanu Soulscar pozabíjet, čímž si získal přízeň ostatních porobených klanů, které mu poté začaly sloužit už dobrovolně. Raelag se při tom dozvídá, že Vládce démonů Kha-Beleth poslal jeho bývalého kolegu Veyera zajmout královnu Isabel. Urychleně se mu proto vydal naproti a po příchodu na hranici Sheoghu rychle odstraní Veyera. Na povrchu, poblíž místa bitvy s Veyerem potká Markala s Isabel. Raelag ji marně přemlouval, aby se s ním vydala na cestu za Tieruem, aby ji očistil od údajného vlivu Vládce démonů, ale Markal ji přesvědčil, že by tenhle výlet neměl cenu. Nekromant s královnou tak pokračují směrem k Síni hrdinů, přičemž si Raelag povzdechne, že s královnou Isabel nebude jen tak lehké pořízení.

### Kampaň Hvozdu
Královna Isabel s Markalem konečně dorazili do Síně hrdinů a exhumovali Nikolajovo tělo, aby mohl Markal konečně provést rituál. Ke jejímu zděšení se její muž proměnil po svém oživení v upíra žíznícího po krvi své manželky. Isabele vyčetl, že vyrváním jeho duše z posmrtného života ho proklela a chystal se vysát její krev, v čemž mu zabránil Markal, jenž Nikolaje očividně ovládal. Isabel byla z tohoto vývoje natolik otřesená, že se duševně zhroutila a v podstatě nechala Markala dělat si v Gryfí říši, co chce. Lid Gryfí říše na tuto změnu, kdy se v jejich domovině nejprve proháněla armáda Agraelových démonů a vzápětí se začala rozmáhat ve velkém Markalova nekromancie, reagoval emigrací. Přesunul se k hranicím s Irollanem, aby zde unikli Markalovým nekromantům, ale ti je sem zakrátko následovali. Král Alaron proto poslal svého diplomata Findana hlídat hranice a chránit tyto lidi před nekromanty.
Později ho zaúkoluje daleko důležitějším posláním. Musí do Irollanu vrátit Smaragdové draky, kteří Irollan opustili před dvaceti lety v reakci na nešťastnou smrt Nikolajova otce v Sheoghu, za což Cyrus a Alaron nesli vinu, protože ho tam nechali a vůbec mu nepomohli. Findanovi se povedlo Smaragdové draky přesvědčit, aby se vrátili, jenže po návratu s hrůzou zjistil, že se mezitím hlavní město Irollanu Syris Thalla dostalo do obležení nekromanty, kteří pronikli přes hranice a elfské území, jež o měsíce dříve spálil svým pochodem Agrael, až do jádra Irollanu. Alaron během obrany města umírá a pověřil Findana posledními úkoly: vládnout elfům místo něj a najít Tierua na Dračích ostrovech. Dorazil však pozdě, neboť ho předběhla sukuba Biara, která zabila Tierua. Ten umíraje stihl Findanovi říct, jak to vlastně Kha-Beleth měl s Isabelou přesně vymyšlené. Vládce démonů totiž zanechal na Isabel démonické znamení, které způsobí, že se její první dítě stane hostitelem Mesiáše démonů. Tieruův duch pak pověděl Findanovi, aby dohnal Biaru a sebral ji svitek s kouzlem, které dovede znamení z Isabel smazat, sešle-li ho nějaký mocný mág. A jediným takto schopným mágem je Cyrův syn Zehir.
S návratem Findana do Irollanu přichází nová hrozba – Pán upírů Nikolaj, z něhož se stal velmi silný generál nemrtvých. Nekromanti navíc trvale zastínili denní světlo, takže nad světem byla neustále tma, což zaručovalo Nikolajovi „nesmrtelnost“. Buď za pomocí fénixů, nebo zničením všech stínových draků se Findanovi povedlo obnovit úsvit slunce a ještě jednou – tentokráte naposled – dopřál Nikolajovi po těžké bitvě odpočinek v pokoji. Po bitvě s Nikolajem se vydal vyhledat Zehira.

### Kampaň Akademie
Nový arcimág Zehir si zadal tyto úkoly: obnovit Markalem znesvěcená Stříbrná města, vyhnat odtamtud nekromanty a pomstít smrt svého otce Cyruse. To se mu nakonec povedlo, ačkoliv to neměl jednoduché, a táhnul dál směrem ke Gryfí říši, protože věděl, že tam najde Markala, kterého chtěl zabít. V Gryfí říši vysvobodil po tuhých bojích v pohraničních oblastech z vězení generála Godrika, k němuž se hned přidává spousta lidských vojáků, kteří začali být nespokojeni s Isabelinou a Markalovou hrůzovládou. Oba vědí, že musí být oba odstaveni od moci, má-li se dostat situace v Gryfí říši pod kontrolu. Nakonec zjistí, kde přesně je Markal, a cestou potkávají i Findana s jeho družinou. Společně porazili Markalovo vojsko, ovšem Markal se jim jen vysmál, že to zdaleka není konec. Zehir ho však přesvědčil o opaku svou mocnou magií a Markala spálil ohlušujícím výbuchem na popel tak jemný, aby ho již nikdo nedokázal oživit v jakékoliv formě, čímž mu dopřál konečnou smrt.
Poté už jen zbývalo pouze najít královnu Isabel, aby ji mohli zbavit démonického znamení, o němž mluvil Findan. Při pátrání po Isabel se k nim přidal Raelag se Shadyou, kteří po ní už delší dobu rovněž pátrají. Jakmile královnu Isabel nalezli, připravili ji Raelag se Shadyou okamžitě k rituálu Pravé přírody. Jenže Shadya před provedením rituálu odhalila svou skutečnou podobu. Byla to celou dobu Biara v převleku, jež nyní přerušila rituál prováděný Zehirem a unesla Isabel do Sheoghu k Vládci démonů Kha-Belethovi. Zehir, Raelag, Godrik i Findan ji portálem pronásledovali do Pekel a porazili ji v bitvě. Prosíc o milost pak ukázala hrdinům směr, kde je královna Isabel, spoutaná řetězy před Kha-Belethem. Hrdinové v dlouhé a náročné bitvě porazili společným úsilím v několika vlnách Kha-Beletha a ten byl poté nucen uprchnout s ostatními jemu podřízenými démony pryč z Ashanu do podsvětí.
Hrdinové tak osvobodili královnu Isabelu a dopravili ji zpět do Gryfí říše, poté se vrátili do svých domovů. Zatímco Godrik s Isabel sčítal škody a ztráty v poničeném Talongardu, hlavním městě Gryfí říše, v jednom momentě Isabele začaly rudě žhnout oči, což naznačilo, že démoni ještě nebyli v Ashanu úplně poraženi...
Příběh pokračuje v kampani Hammers of Fate